# Parafia św. Brata Alberta w Rybniku
Parafia św. brata Alberta w Rybniku Kamieniu – parafia należąca do archidiecezji katowickiej i dekanatu dębieńskiego. Parafia została erygowana w 1 lipca 1991 roku. Kościół parafialny poświęcił abp Damian Zimoń w 1994 roku. Budowę kościoła prowadził ks. Jerzy Korduła.

## Proboszczowie
- ks. Jerzy Korduła (1989 – 26 lipca 2019)[1]
- ks. Damian Jarnot (od 27 lipca 2019 administrator, od 4 października 2020 proboszcz)[1]

## Grupy parafialne
Na terenie parafii działa kilka grup parafialnych:
- Ministranci,
- Róże różańcowe,
- Dzieci Maryi,
- Ruch Światło-Życie zwany Oazą,
- Nadzwyczajni Szafarze Komunii Świętej,
- Wspólnota Jezusa Miłosiernego[3],
- Ruch Szensztacki.